# David Chesky
David Chesky (* 29. Oktober 1956 in Miami Beach) ist ein US-amerikanischer Jazz- und Latin Pianist, Arrangeur, Komponist und Produzent.
David Chesky spielte bereits mit fünf Jahren Klavier und hatte später Unterricht bei Sanford Gold und John Lewis; außerdem studierte er Komposition bei David Del Tredici. 1977 trat er mit einer eigenen Bigband im New Yorker Storyville-Jazzclub auf und im selben Jahr auf dem New Jazz Festival in New York. 1979 entstand für Columbia das Album Rush Hour, bei dem auch Michael Brecker mitwirkte.
Im Jahr 1989 gründete er mit seinem Bruder Norman das Jazz- und Latin-Plattenlabel Chesky Records, für das er in den folgenden Jahren Alben u. a. von Badi Assad, Luiz Bonfá, Tom Harrell, Fred Hersch, Sara K., Babatunde Olatunji, Oregon, Rebecca Pidgeon, Bucky Pizzarelli, Paquito D’Rivera, Clark Terry, McCoy Tyner und Phil Woods produzierte. Chesky selbst wirkte als Musiker bei Chesky-Alben von Ana Caram mit. Im Duo mit Romero Lubambo nahm er Anfang der 1990er Jahre zwei Alben mit Chorinhos und Tangos auf; außerdem 1995 ein Album mit Eigenkompositionen (Fantasies for Solo Piano). Sein Concerto For Bassoon And Orchestra – gespielt vom Symphony Orchestra Of Norrlands Opera unter der Leitung von Rossen Gergov – wurde 2008 für den Grammy (Kategorie: Beste zeitgenössische klassische Komposition – Best Classical Contemporary Composition) nominiert.